# دي غريزوغونو
دي غريسوغونو هي شركة مجوهرات سويسرية تأسست في جنيف، سويسرا في 1993 على يد اللبناني الإيطالي المختص في الألماس الأسود فواز غروسي. الاسم الإيطالي غريسوغونومشتق من الكلمة اليونانية χρῡσό-γονος والتي تعني الناتج من الذهب. قامت مجموعة داماك، المجموعة الأم لداماك العقارية بدبي، بشراء شركة المجوهرات السويسرية في 2022.

## نظرة عامة
في 2012، اضطر غروزي إلى التخلي عن معظم الشركة لصالح مستثمرين من أثرى النساء في أفريقيا بنات إيزابيل دوس سانتوس من أنغولا واللاتي تمكنّ من استخراج ملايين الدولارات عبر شركات شل في مالطا وجزر العذراء البريطانية.
في 2017، دخلت دي غريسوغونوشراكة مع المدراء التنفيذيين السابقين للفيف ديفيد وليزا كلاين.
بيع عقد من دي غيزوغونو "Creation I" بسعر 125 مليون درهم إماراتي في 2017.
في 2017، كسرت الشركة رقما قياسيا جديدا بمبيعات هائلة في جنيف عندما باعت أكبر ألماسة على الإطلاق في مزاد. الألماسة ذات 163.41 قيراطا والتي قُطعت من صخرة 404 قيراط، أصبحت جزءًا من عقد صممه فواز غوزي. بلغت قيمة الألماسة 33.5 مليون فرانك سويسري محطمة الرقم القياسي السابق بحوالي خمسة ملايين فرانك سويسري.
في 2010، أنشأت إيزابيل دوس سانتوس فكتوريا هولدنجز في مالطا وأخرجت الألماس الأنغولي خارج البلاد. في 2020 كانت دي غريسوغونوضمن الأسماء في تحقيق لواندا ليكس الذي قام به الاتحاد الدولي للمحققين الصحفيين كجزء من إمبراطورية إيزابيل دوس سانتوس الاقتصادية. في 2022 قامت مجموعة داماك دبي بشراء الشركة، كما ربطتها بمشروعي صفا 1 وصفا 2 في دبي.